# Maunabo Leones FC
El Maunabo Futbol Club es un club de fútbol que actualmente solo se dedica a las categorías juveniles, está localizado en Maunabo, Puerto Rico

## Temporada 2008
Terminó la temporada con un 7 victorias, 1 empate y 1 derrota.

## Liga Nacional 2009
El club debutó ganando 2-1 ante Yabucoa Borikén. Terminando la temporada en primer lugar con 34 en 15 juegos. Pasando a la postemporada, ganando el campeonato venciendo en la final a Bayamon FC 2 a 1.

## Jugadores

### Jugadores destacados
- Víctor Pinto
- Marcos Martínez

## Palmarés
- Liga Nacional
  - Campeón (1): 2009